# FIFA 98
FIFA 98 ili FIFA 98: Road to World Cup (hr: "Put do svjetskog prvenstva") je nogometna videoigra iz FIFA serijala. Proizvođač je EA Sports, a izdavač Electronic Arts. Izašla je u 17. lipnja 1997. godine za PC (Microsoft Windows), PlayStation, Sega Saturn, Game Boy, Super Nintendo, Nintendo 64, Sega Mega Drive.

## Omoti
Omoti FIFA-e 98 u pojedinim zemljama:
- Engleska - David Beckham
- Francuska - David Ginola
- Španjolska - Raúl González
- Njemačka - Andreas Möller
- SAD - Roy Lassiter
- Meksiko - Roy Lassiter